# 1962 a légi közlekedésben
Ez a lista az 1962-es év légi közlekedéssel kapcsolatos eseményeit tartalmazza.

## Események
- február 10. – Az U–2 krízisben kulcsszerepet játszó Francis Gary Powers huszonegy hónappal a Lockheed U–2 lelövése után kiszabadul a szovjet börtönből: a potsdami Gliecke-hídon kicserélik Viljam Fiser KGB-ügynökre.
- november 23. Lezuhan a Párizs melletti Le Bourget repülőtér megközelítésekor a Malév egyik IL-18 típusú repülőgépe, nyolc fő személyzet és tizenhárom utas meghal. A szocialista vezetés eltitkolta az ügyet, így vizsgálatot sem indított az ügyben, ezért a baleset okai máig ismeretlenek.

## Első felszállások
- április 26. – Az 51-es körzetből felszáll az SR–71 Blackbird első prototípusa, az A-12.